# Hamka Hamzah
Hamka Hamzah (Makassar, Indonesia; 29 de enero de 1984) es un futbolista de Indonesia que juega en la posición de defensa y que actualmente milita en el Bekasi City FC de la Liga 2 de Indonesia.

## Carrera

### Club
| Periodo   | Club                     | Apariciones | Goles |
| --------- | ------------------------ | ----------- | ----- |
| 2001–2002 | PSM Makassar             | 12          | 0     |
| 2002–2003 | Persebaya Surabaya       | 20          | 1     |
| 2003–2005 | Persik Kediri            | 50          | 2     |
| 2005–2008 | Persija Jakarta          | 62          | 5     |
| 2008–2009 | Persik Kediri            | 32          | 3     |
| 2009–2010 | Persisam Putra Samarinda | 20          | 5     |
| 2010–2011 | Persipura Jayapura       | 19          | 1     |
| 2011–2013 | Mitra Kukar FC           | 56          | 5     |
| 2013–2014 | PKNS FC                  | 20          | 5     |
| 2014–2015 | Borneo FC                | 23          | 7     |
| 2015–2016 | Arema Cronus             | 30          | 9     |
| 2017      | PSM Makassar             | 30          | 4     |
| 2018      | Sriwijaya FC             | 15          | 4     |
| 2018–2019 | Arema Malang             | 45          | 4     |
| 2020–2021 | Persita Tangerang        | 3           | 0     |
| 2021–2022 | RANS Cilegon             | 15          | 2     |
| 2022–     | Bekasi City FC           | 7           | 2     |

### Selección nacional
Jugó para Indonesia en 31 ocasiones de 2004 a 2014 y participó en la copa Asiática 2004.

## Logros

### Club
- First Division: 2003
- Indonesia Super League: 2010–11
- East Kalimantan Governor Cup: 2018
- Indonesia President's Cup: 2019[2]

### Selección nacional
- Trofeo Hassanal Bolkiah: 2002

### Individual
- Mejor jugador de la Indonesia President's Cup: 2019[3]
- Equipo ideal de la Liga 1: 2017,[4] 2019[5]
- Equipo ideal del Indonesia Soccer Championship: 2016
- Mejor defensa de la Liga 1: 2019[6]
- Equipo ideal de la Liga 2: 2021[7]